# Major League Soccer (2015)
Major League Soccer w roku 2015 był dwudziestym sezonem tych rozgrywek. Po raz pierwszy w historii mistrzem MLS został klub Portland Timbers, natomiast wicemistrzem Columbus Crew.

## Sezon zasadniczy

### Konferencja Wschodnia
| #   | Drużyna                | M  | Z  | R | P  | Bramki | Punkty | Uwagi                                                       |
| --- | ---------------------- | -- | -- | - | -- | ------ | ------ | ----------------------------------------------------------- |
| 1.  | New York Red Bulls     | 34 | 18 | 6 | 10 | 62:43  | 60     | Play Off - Ćwierćfinał & Liga Mistrzów CONCACAF (2016/2017) |
| 2.  | Columbus Crew          | 34 | 15 | 8 | 11 | 58:53  | 53     | Play Off - Ćwierćfinał                                      |
| 3.  | Montreal Impact        | 34 | 15 | 6 | 13 | 48:44  | 51     | Play Off - 1/8 finału                                       |
| 4.  | D.C. United            | 34 | 15 | 6 | 13 | 43:45  | 51     | Play Off - 1/8 finału                                       |
| 5.  | New England Revolution | 34 | 14 | 8 | 12 | 48:47  | 50     | Play Off - 1/8 finału                                       |
| 6.  | Toronto FC             | 34 | 15 | 4 | 15 | 58:58  | 49     | Play Off - 1/8 finału                                       |
| 7.  | Orlando City SC        | 34 | 12 | 8 | 14 | 46:56  | 44     |                                                             |
| 8.  | New York City FC       | 34 | 10 | 7 | 17 | 49:58  | 37     |                                                             |
| 9.  | Philadelphia Union     | 34 | 10 | 7 | 17 | 42:55  | 37     |                                                             |
| 10. | Chicago Fire           | 34 | 8  | 6 | 20 | 43:58  | 30     |                                                             |

### Konferencja Zachodnia
| #   | Drużyna                | M  | Z  | R  | P  | Bramki | Punkty | Uwagi                                                       |
| --- | ---------------------- | -- | -- | -- | -- | ------ | ------ | ----------------------------------------------------------- |
| 1.  | FC Dallas              | 34 | 18 | 6  | 10 | 52:39  | 60     | Play Off - Ćwierćfinał & Liga Mistrzów CONCACAF (2016/2017) |
| 2.  | Vancouver Whitecaps FC | 34 | 16 | 5  | 13 | 45:36  | 53     | Play Off - Ćwierćfinał                                      |
| 3.  | Portland Timbers       | 34 | 15 | 8  | 11 | 41:39  | 53     | Play Off - 1/8 finału                                       |
| 4.  | Seattle Sounders FC    | 34 | 15 | 6  | 13 | 44:36  | 51     | Play Off - 1/8 finału                                       |
| 5.  | Los Angeles Galaxy     | 34 | 14 | 9  | 11 | 56:46  | 51     | Play Off - 1/8 finału                                       |
| 6.  | Sporting Kansas City   | 34 | 14 | 9  | 11 | 48:45  | 51     | Play Off - 1/8 finału                                       |
| 7.  | San Jose Earthquakes   | 34 | 13 | 8  | 13 | 41:39  | 47     |                                                             |
| 8.  | Houston Dynamo         | 34 | 11 | 9  | 14 | 42:49  | 42     |                                                             |
| 9.  | Real Salt Lake         | 34 | 11 | 8  | 15 | 38:48  | 41     |                                                             |
| 10. | Colorado Rapids        | 34 | 9  | 10 | 15 | 33:43  | 37     |                                                             |

Aktualne na 11 kwietnia 2018. Źródło:
Zasady ustalania kolejności: 1. liczba zdobytych punktów; 2. różnica zdobytych bramek; 3. większa liczba zdobytych bramek.

## Play off
Ćwierćfinale i półfinale rozgrywano dwumecze. 1/8 finału i finał rozgrywano w formie pojedynczego meczu. Gdy rywalizacja w dwumeczu ćwierćfinałowym oraz półfinału jak i w meczach 1/8 finału oraz finałowym był remis, rozgrywano dogrywkę 2 x 15 minut.

### 1/8 finału
| 128 października 2015 | D.C. United                           | 2:1   | New England Revolution                         |                                                                 |
| 19:30 EST             | Chris Pontius 45' · Chris Rolfe 83'   | (1:1) | 15' Juan Agudelo                               | RFK Stadium, Waszyngton D.C. Widzów: 11 554 Sędzia: Mark Geiger |
| 19:30 EST             | Bobby Boswell 69' · Markus Halsti 77' | (1:1) | 44' Andrew Farrell · 72', 90+2' Jermaine Jones | RFK Stadium, Waszyngton D.C. Widzów: 11 554 Sędzia: Mark Geiger |

| 228 października 2015 | Seattle Sounders                                        | 3:2   | Los Angeles Galaxy                      |                                                                            |
| 22:00 EST             | Clint Dempsey 5' · Nelson Valdez 12' · Erik Friberg 77' | (2:2) | 6' Sebastian Lletget · 22' Gyasi Zardes | CenturyLink Field, Seattle, Waszyngton Widzów: 39 537 Sędzia: Jair Marrufo |
| 22:00 EST             | Stefan Frei 90+3'                                       | (2:2) | 44' Omar Gonzalez · 77' Baggio Hušidić  | CenturyLink Field, Seattle, Waszyngton Widzów: 39 537 Sędzia: Jair Marrufo |

| 329 października 2015 | Montreal Impact                                              | 3:0   | Toronto FC |                                                                |
| 19:00 EST             | Patrice Bernier 18' · Ignacio Piatti 33' · Didier Drogba 39' | (3:0) |            | Stade Saputo, Montreal Widzów: 18 069 Sędzia: Baldomero Toledo |
| 19:00 EST             | 87' Marky Delgado                                            | (3:0) |            | Stade Saputo, Montreal Widzów: 18 069 Sędzia: Baldomero Toledo |

| 429 października 2015 | Portland Timbers | 2:2 k. 7:6         | Sporting Kansas City |                                                                            |
| 22:00 EST             | Rodney Wallace 57' · Maximiliano Urruti 118' | (0:0, 1:1, k. 7:6) | 87' Kevin Ellis · 96' Krisztián Németh | Jeld-Wen Field, Portland, Oregon Widzów: 21 144 Sędzia: Armando Villarreal |
| 22:00 EST             | Liam Ridgewell 38' · Rodney Wallace 69' · George Fochive 107' · Diego Valeri 115' | (0:0, 1:1, k. 7:6) | 11' Kevin Ellis · 35' Dom Dwyer · 76' Krisztián Németh · 76' Amadou Dia · 93' Saad Abdul-Salaam                                                                         | Jeld-Wen Field, Portland, Oregon Widzów: 21 144 Sędzia: Armando Villarreal |
| 22:00 EST             | · Diego Valeri · Nat Borchers · Liam Ridgewell · Jack Jewsbury · Maximiliano Urruti · Jorge Villafaña · Dairon Asprilla · Darlington Nagbe · Alvas Powell · George Fochive · Adam Larsen Kwarasey | Rzuty karne        | · Benny Feilhaber · Dom Dwyer · Graham Zusi · Matt Besler · Paulo Nagamura · Kevin Ellis · Soni Mustivar · Jacob Peterson · Saad Abdul-Salaam · Amadou Dia · Jon Kempin | Jeld-Wen Field, Portland, Oregon Widzów: 21 144 Sędzia: Armando Villarreal |

### Ćwierćfinał

#### Para nr 1
| 11 listopada 2015 | D.C. United                               | 0:1   | New York Red Bulls                                                  |                                                                   |
| 15:00 EST         |                                           | (0:0) | 72' Dax McCarty                                                     | RFK Stadium, Waszyngton D.C. Widzów: 19 525 Sędzia: Fotis Bazakos |
| 15:00 EST         | Fabián Espíndola 75' · Álvaro Saborío 77' | (0:0) | 35' Matthew Miazga · 69' Ronald Zubar · 88' Bradley Wright-Phillips | RFK Stadium, Waszyngton D.C. Widzów: 19 525 Sędzia: Fotis Bazakos |

| 28 listopada 2015 | New York Red Bulls            | 1:0   | D.C. United                         |                                                                       |
| 15:00 EST         | Bradley Wright-Phillips 90+2' | (0:0) |                                     | Red Bull Arena, Harrison, New Jersey Widzów: 25 219 Sędzia: Ted Unkel |
| 15:00 EST         | Sacha Kljestan 74'            | (0:0) | 25' Chris Rolfe · 69' Perry Kitchen | Red Bull Arena, Harrison, New Jersey Widzów: 25 219 Sędzia: Ted Unkel |

Dwumecz wygrało New York Red Bulls wynikiem 2:0.

#### Para nr 2
| 11 listopada 2015 | Portland Timbers | 0:0                | Vancouver Whitecaps |                                                                        |
| 17:00 EST         |                  |                    |                     | Providence Park, Portland, Oregon Widzów: 21 144 Sędzia: Allen Chapman |
| 17:00 EST         | Lucas Melano 44' | 45' Gershon Koffie |                     | Providence Park, Portland, Oregon Widzów: 21 144 Sędzia: Allen Chapman |

| 28 listopada 2015 | Vancouver Whitecaps                                              | 0:2   | Portland Timbers                      |                                                                  |
| 22:00 EST         |                                                                  | (0:1) | 31' Fanendo Adi · 90+4' Diego Chará   | BC Place Stadium, Vancouver Widzów: 27 837 Sędzia: Ismail Elfath |
| 22:00 EST         | Octavio Rivero 55' · Steven Beitashour 72' · Robert Earnshaw 89' | (0:1) | 60' Rodney Wallace · 62' Diego Valeri | BC Place Stadium, Vancouver Widzów: 27 837 Sędzia: Ismail Elfath |

Dwumecz wygrało Portland Timbers wynikiem 2:0.

#### Para nr 3
| 11 listopada 2015 | Montreal Impact                                                | 2:1   | Columbus Crew                           |                                                           |
| 19:00 EST         | Patrice Bernier 37' · Johan Venegas 77'                        | (1:1) | 33' Federico Higuaín                    | Stade Saputo, Montreal Widzów: 17 665 Sędzia: Chris Penso |
| 19:00 EST         | Víctor Cabrera 45+2' · Ambroise Oyongo 51' · Didier Drogba 87' | (1:1) | 52' Gastón Sauro · 90+3' Harrison Afful | Stade Saputo, Montreal Widzów: 17 665 Sędzia: Chris Penso |

| 28 listopada 2015 | Columbus Crew                          | 3:1 (pd.)  | Montreal Impact                                                 |                                                                          |
| 17:00 EST         | Kei Kamara 4', 111' · Ethan Finlay 77' | (1:1, 2:1) | 40' Dilly Duka                                                  | Mapfre Stadium, Columbus, Ohio Widzów: 19 026 Sędzia: Armando Villarreal |
| 17:00 EST         | Gastón Sauro 30'                       | (1:1, 2:1) | 85' Marco Donadel · 90+5' Hassoun Camara · 104' Nigel Reo-Coker | Mapfre Stadium, Columbus, Ohio Widzów: 19 026 Sędzia: Armando Villarreal |

Dwumecz wygrało Columbus Crew wynikiem 4:3.

#### Para nr 4
| 11 listopada 2015 | Seattle Sounders                           | 2:1   | FC Dallas           |                                                                           |
| 21:30 EST         | Andreas Ivanschitz 67' · Clint Dempsey 86' | (0:1) | 18' Fabián Castillo | CenturyLink Field, Seattle, Waszyngton Widzów: 39 599 Sędzia: Kevin Stott |

| 28 listopada 2015 | FC Dallas                                                            | 2:1 k. 4:2         | Seattle Sounders                                                |                                                                        |
| 19:30 EST         | Tesho Akindele 84' · Walker Zimmerman 90+1'                          | (0:0, 2:1, k. 4:2) | 90' Chad Marshall                                               | Toyota Stadium, Frisco, Teksas Widzów: 17 287 Sędzia: Baldomero Toledo |
| 19:30 EST         | Mauro Díaz 46' · Blas Pérez 83'                                      | (0:0, 2:1, k. 4:2) | 70' Erik Friberg · 95' Marco Pappa · 111' Andreas Ivanschitz    | Toyota Stadium, Frisco, Teksas Widzów: 17 287 Sędzia: Baldomero Toledo |
| 19:30 EST         | · Mauro Díaz · Ryan Hollingshead · Tesho Akindele · Walker Zimmerman | Rzuty karne        | · Clint Dempsey · Andreas Ivanschitz · Chad Barrett · Andy Rose | Toyota Stadium, Frisco, Teksas Widzów: 17 287 Sędzia: Baldomero Toledo |

W dwumeczu padł remis 3:3. O awansie zdecydował konkurs rzutów karnych który wygrało FC Dallas wynikiem 4:2.

### Półfinał

#### Para nr 1
| 122 listopada 2015 | Columbus Crew                    | 2:0   | New York Red Bulls |                                                                     |
| 17:00 EST          | Justin Meram 1' · Kei Kamara 85' | (1:0) |                    | Mapfre Stadium, Columbus, Ohio Widzów: 21 617 Sędzia: Allen Chapman |
| 17:00 EST          | Tyson Wahl 46'                   | (1:0) |                    | Mapfre Stadium, Columbus, Ohio Widzów: 21 617 Sędzia: Allen Chapman |

| 229 listopada 2015 | New York Red Bulls                            | 1:0   | Columbus Crew    |                                                                              |
| 19:30 EST          | Anatole Abang 90+3'                           | (0:0) |                  | Red Bull Arena, Harrison, New Jersey Widzów: 25 219 Sędzia: Baldomero Toledo |
| 19:30 EST          | Felipe Campanholi Martins 28' · Sal Zizzo 85' | (0:0) | 67' Gastón Sauro | Red Bull Arena, Harrison, New Jersey Widzów: 25 219 Sędzia: Baldomero Toledo |

Dwumecz wygrało Columbus Crew wynikiem 2:1.

#### Para nr 2
| 122 listopada 2015 | Portland Timbers                                              | 3:1   | FC Dallas         |                                                                    |
| 19:30 EST          | Liam Ridgewell 23' · Dairon Asprilla 53' · Nat Borchers 90+1' | (1:0) | 62' David Texeira | Providence Park, Portland, Oregon Widzów: 21 144 Sędzia: Ted Unkel |
| 19:30 EST          | Jorge Villafaña 38' · Diego Chará 78'                         | (1:0) | 86' Kellyn Acosta | Providence Park, Portland, Oregon Widzów: 21 144 Sędzia: Ted Unkel |

| 229 listopada 2015 | FC Dallas                              | 2:2   | Portland Timbers                     |                                                                     |
| 17:00 EST          | Ryan Hollingshead 68' · Blas Pérez 73' | (0:0) | 54' Fanendo Adi · 90+5' Lucas Melano | Toyota Stadium, Frisco, Teksas Widzów: Ismail Elfath Sędzia: 29 966 |
| 17:00 EST          | Kellyn Acosta 80'                      | (0:0) | 72' Diego Chará                      | Toyota Stadium, Frisco, Teksas Widzów: Ismail Elfath Sędzia: 29 966 |

Dwumecz wygrało Portland Timbers wynikiem 5:3.

### Finał
| 6 grudnia 2015 | Columbus Crew      | 1:2   | Portland Timbers                                              |                                                                    |
| 16:00 EST      | Kei Kamara 18'     | (1:2) | 1' Diego Valeri · 7' Rodney Wallace                           | Mapfre Stadium, Columbus, Ohio Widzów: 21 747 Sędzia: Jair Marrufo |
| 16:00 EST      | Harrison Afful 34' | (1:2) | 65' Alvas Powell · 90+3' Diego Valeri · 90+3' Dairon Asprilla | Mapfre Stadium, Columbus, Ohio Widzów: 21 747 Sędzia: Jair Marrufo |